# Portia (lune)
Pour les articles homonymes, voir Portia (homonymie).

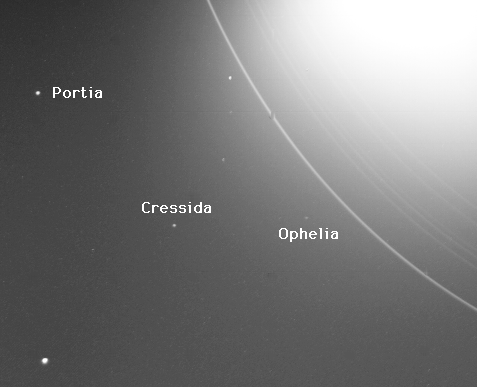
Portia

Portia (U XII Portia) est un satellite naturel d'Uranus du groupe de Portia.
Portia fut découverte en 1986 par la sonde Voyager 2 d'où sa désignation temporaire S/1986 U 1. Excepté ses caractéristiques orbitales et une estimation de ses dimensions, on ne connaît que peu de chose à son sujet.
Portia est située en deçà du rayon de l'orbite synchrone d'Uranus ; c'est-à-dire que son orbite est si basse qu'il lui faut moins de temps pour effectuer un tour complet autour d'Uranus qu'Uranus n'en met pour faire un tour complet sur elle-même.
Pour cette raison, à cause des forces de marée exercées par Uranus, Portia est freinée et perd lentement de l'altitude. Elle finira un jour par se désagréger en un anneau planétaire ou par s'écraser sur Uranus.
Le nom « Portia » vient de l'héroïne de la pièce Le Marchand de Venise de William Shakespeare.